# Alchemilla bursensis
Alchemilla bursensis é uma espécie de rosácea do gênero Alchemilla, pertencente à família Rosaceae.